# Towanda Motor Vehicle Company
Towanda Motor Vehicle Company war ein US-amerikanischer Hersteller von Automobilen.

## Unternehmensgeschichte
Charles Lindstrom betrieb 1902 in Buffalo die Niagara Motor Vehicle Company. Als er die Insolvenz dieses Unternehmens auf sich zukommen sah, gründete er im gleichen Jahr das neue Unternehmen in Towanda in Pennsylvania. George W. Kipp wurde Präsident und Edward Winckes Superintendent. Die Position von Lindstrom ist nicht überliefert. Im Juli 1902 begann die Produktion von Automobilen. Der Markenname lautete Towanda, evtl. mit dem Zusatz Electric. 20 Mitarbeiter waren beschäftigt. Sie stellten bis November 1902 sieben Fahrzeuge her.
1903 stand die Fabrik leer.
1904 wurden die gleichen Wagen wie vorher angeboten, allerdings ohne Motor. Im gleichen Jahr wurde das Unternehmen aufgelöst.

## Fahrzeuge
Im Angebot standen ausschließlich Elektroautos. Der Elektromotor wurde selber hergestellt. Fahrgestelle und Karosserien kamen möglicherweise von Zulieferern wie Brecht Automobile Company und H. F. Borbein & Company. Es stellte sich heraus, dass die Elektroautos für die bergige Landschaft Pennsylvanias nicht geeignet waren.
Eine Abbildung von 1904 zeigt einen Runabout.